# Усть-Тандовка
Усть-Тандовка (рос. Усть-Тандовка) — присілок у Барабінському районі Новосибірської області Російської Федерації.
Входить до складу муніципального утворення Новочановська сільрада. Населення становить 266 осіб (2010).

## Історія
Згідно із законом від 2 червня 2004 року органом місцевого самоврядування є Новочановська сільрада.

## Населення
| 2002 | 2007 | 2010 |
| ---- | ---- | ---- |
| 332  | ↘319 | ↘266 |